# موسم في فرنسا
موسم في فرنسا (بالفرنسية: Une Saison en France)‏ فيلم دراما تشادي للمخرج محمد الصالح هارون سنة 2017.
تم عرضه في قسم العروض التقديمية الخاصة في مهرجان تورونتو السينمائي الدولي 2017. افتتح الفيلم مهرجان (Afrika Filmfestival) في لويفن، بلجيكا في أبريل 2018، ويتم توزيعه في بنلوكس بواسطة (Imagine).

## القصة
يحكي الفيلم قصة عباس، وهو مدرس ثانوية عامة في جمهورية أفريقيا الوسطى، يهرب مع طفليه من طاحونة الحرب التي تعيشها دولته، ويذهب إلى فرنسا، ليعمل في سوق للخضراوات، بينما يسير في الوقت نفسه في إجراءات اللجوء السياسي. في فرنسا يتعرف عباس على الفرنسية كارول، التي تقع في حبه وتوفر له وأسرته سكنًا. حين يتم رفض طلب عباس للجوء السياسي، يواجه الجميع قرارًا مصيريًّا.

## روابط خارجية
- موسم في فرنسا على موقع IMDb (الإنجليزية)
- موسم في فرنسا على موقع ألو سيني (الفرنسية)
- موسم في فرنسا على موقع فيلمافينيتي (الإسبانية)
- موسم في فرنسا على موقع قاعدة بيانات الفيلم (الإنجليزية)
- موسم في فرنسا على موقع ليتربوكسد (الإنجليزية)
- موسم في فرنسا على موقع كينوبويسك (الروسية)